# 여자 이야기
《여자 이야기》(프랑스어: Une affaire de femmes)는 1988년 개봉한 프랑스의 드라마 영화이다. 클로드 샤브롤이 감독과 공동각본을 맡았으며, 프랑스의 가정주부 마리루이 지로의 실제 이야기를 영화화한 작품이다.

## 출연

### 주연
- 이자벨 위페르
- 프랑수아 클루제

### 조연
- 닐스 타베르니에
- 마리 뜨랭띠냥
- 롤리타 샤마

## 기타
- 원작자: 프란시스 스피너
- 미술: 프랑수아 베누아 프레스코
- 의상: 코린느 조리